# Солдотна
Солдотна (англ. Soldotna) — город в США, на Аляске. Административный центр боро Кенай.

## География
Город расположен на 60°30’00" северной широты и 151°04’60" западной долготы на полуострове Кенай. Площадь города составляет 19,2 км², из которых 18,0 км² — земля, а 1,2 км² — водная поверхность.

## Прочие факты
В городе расположена администрация резервата Кенай. По данным Бюро переписи населения США в городе проживают 3955 человек (оценка 2014 года).